# Miura (casa automobilistica)
La Miura è stata una casa automobilistica brasiliana, attiva dal 1975 al 1992.

## Storia
La Miura nasce dalla passione per le automobili Lamborghini di Aldo Besson e Itelmar Gobbi, due soci italo-brasiliani proprietari di un'avviata azienda metalmeccanica, la "Bresson & Gobbi", costruttrice di banchi da lavoro e attrezzature per meccanici e gommisti, fondata nel 1966 a Porto Alegre.

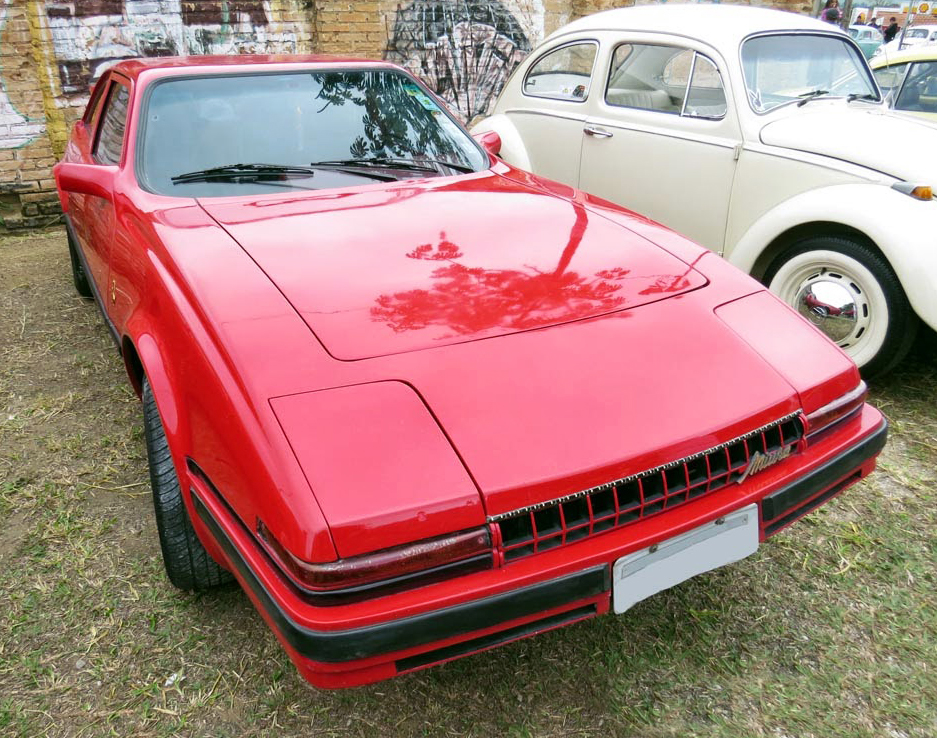
1988 Miura 787

Verso la metà degli anni settanta Besson e Gobbi decisero di costruire un prototipo di autovettura, con pianale e meccanica "Maggiolino" e carrozzeria in vetroresina. La linea, ispirata alla "Urraco", fu disegnata dal giovane studente d'architettura Nilo Laschuk e la parte meccanica venne curata dallo specialista Mariano Brubacher.

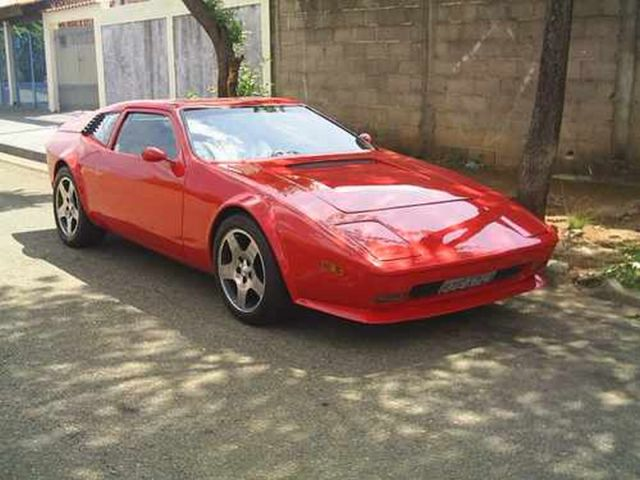
La Miura Sport, costruita dal 1977 al 1981

Il risultato fu buono sotto l'aspetto estetico e tecnico, e la vettura fu esposta nello stand della "Bresson & Gobbi", al Salão do Automóvel di San Paolo del 1976. Il prototipo era stato concepito come dream-car per migliorare l'immagine commerciale dell'azienda, ma le proposte di acquisto furono così numerose da convincere i due soci a produrlo in piccola serie, fondando il nuovo marchio denominato "Miura", in onore all'omonimo modello Lamborghini.
Le vendite della "Miura Sport" iniziarono nel 1977 e l'azienda fu immediatamente subissata di ordinativi, cui si fece fronte impiegando buona parte delle maestranze alla costruzione del nuovo prodotto. Ben presto l'imprevista attività di costruttore automobilistico assorbì completamente l'azienda che, nel 1979, fu costretta a realizzare una nuova sede, passando da 1.200 a 4.000 m² e raddoppiando gli originari 60 operai. Il successo della Miura era dovuto, in buona parte, anche alle forti restrizioni che il governo brasiliano aveva imposto all'importazione di automobili, limitando la scelta degli acquirenti ai pochi modelli nazionali, prodotti principalmente da Fiat, Volkswagen e FNM.
La produzione continuò a ritmo elevato fino al 1980, anno in cui furono venduti 600 esemplari, molti dei quali esportati in vari Paesi dell'America Latina. Tra gli ultimi mesi del 1980 e i primi del 1981, l'ormai affermata Miura implementò la potenzialità produttiva con grandi scorte di componenti da assemblare e nuovi macchinari, preparandosi a un deciso aumento di produzione. Fu invece colta di sorpresa dalla repentina e pesantissima crisi economica brasiliana del 1981, che la portò sull'orlo del fallimento.
Besson e Gobbi non si diedero per vinti e, in attesa di tempi migliori, iniziarono a realizzare il prototipo della Miura Targa, disegnata sempre da Laschuk, ispirandosi alla Mazda RX-7, su meccanica Volkswagen Passat.
Presentata nel 1982, la "Targa" fu subito richiesta e col migliorare della situazione economica lo divenne sempre più, rappresentando la vettura più venduta della Miura, con quasi 4.000 esemplari. Inoltre, da quel modello derivarono i successivi "Spider", "Kabrio", "Saga", "787", "X8" e "X11", costantemente caratterizzati da una dotazione di componenti e accessori ricercati, tecnologici e, a volte, stravaganti o, comunque, molto appariscenti.
Nel 1990 le restrizioni all'importazione di automobili furono eliminate e divenne subito chiara l'impossibilità di competere con i modelli costruiti in Europa e Giappone.
La produzione della Miura cessò nel 1992, computando un totale di 10.600 autovetture costruite, convertendosi in un'azienda specializzata nel restauro e trasformazione di modelli d'auto degli anni sessanta.